# Aistersheim
Aistersheim är en ort och kommun i Österrike. Den ligger i distriktet Grieskirchen i förbundslandet Oberösterreich, 190 kilometer väster om huvudstaden Wien.
Kommunen består av 13 orter (Ortschaften) (inom parentes invånarantal 1 januari 2024):

- Aistersheim (471)
- Augassen (45)
- Auwiesen (85)
- Edt (24)
- Grub (13)
- Haid (26)
- Haidenheim (28)
- Himmelreich (32)
- Kottingaistersheim (32)
- Pöttenheim (48)
- Rakesing (23)
- Thalheim (45)
- Viertlbach (106)